# Steven Strait
Pour les articles homonymes, voir Strait.
Steven Strait, né le 23 mars 1986 à New York, est un acteur, parolier, chanteur, cascadeur et mannequin américain. Il est principalement connu pour tenir le rôle de James Holden, l'un des personnages principaux de la série de science-fiction The Expanse.

## Biographie
Né à Greenwich Village, Steven Strait a financé ses études en travaillant comme mannequin pour des photographes réputés tels Bruce Weber, Herb Ritts, Steven Klein et Tony Duran. Il a par la suite étudié le métier d’acteur au Stella Adler Acting Studio et au Black Nexus Acting Studio. Il est par ailleurs parolier et chanteur du groupe Tribe.
Steven Strait a passé sept ans sur la scène des théâtres new-yorkais avant de jouer en 2005 Warren Peace dans L'École fantastique de Mike Mitchell, aux côtés de Kurt Russell et Kelly Preston. La même année, il a tenu le rôle principal de Undiscovered de Meiert Avis, avec Ashlee Simpson et Carrie Fisher.
Il a été à l’affiche du film de Renny Harlin Le Pacte du sang et du film de Roland Emmerich 10,000 BC.

### Vie privée
En 2006, Steven Strait sort avec l’actrice Lynn Collins[réf. nécessaire] ; en 2008, il annonce leurs fiançailles[réf. nécessaire], et un peu plus tard, en mars 2008, il annonce qu’ils sont mariés[réf. nécessaire]. En 2013, ils divorcent[réf. nécessaire].

## Filmographie
- 2005 : L'École fantastique (Sky High) : Warren Peace
- 2005 : Undiscovered : Luke Falcon
- 2006 : Le Pacte du sang : Caleb Danvers
- 2008 : 10,000 BC : D'Leh
- 2008 : Stop-Loss : Michael Colson
- 2010 : City Island : Tony Nardella
- 2012 : After : Freddy
- 2014 : Sleeping with the Fishes : Dominic Sebastiani
- 2014 : Hot : Jones
- 2019 : Life Like : Henry

### Série TV
- 2001 : New York 911 (1 épisode) : Teenage Bobby
- 2010 : H.M.S. White Coat (téléfilm) : Jonathan David
- 2010 : Chase (1 épisode) : Jackson Leary / Jackson Cooper
- 2012 : Magic City : Steven "Stevie" Evans
- 2014 : Revenge (2 épisodes) : Brooks
- 2015-2022 : The Expanse : James Holden